# Guelaat Bou Sbaa
Guelaat Bou Sbaa, également appelée Guellat Bou Sbaa ou Kalaat Bousbaa, est une commune de la wilaya de Guelma en Algérie.